# Campionati mondiali juniores di sci nordico 2015
I campionati mondiali juniores di sci nordico 2015 si sono svolti dal 1º febbraio all'8 febbraio 2015 ad Almaty, in Kazakistan. Si sono disputate competizioni nelle diverse specialità dello sci nordico: combinata nordica, salto con gli sci e sci di fondo.
A contendersi i titoli di campioni mondiali juniores sono stati i ragazzi e le ragazze nati tra il 1995 e il 1999. 

## Risultati

### Uomini

#### Combinata nordica

##### Individuale 10km
| Posizione | Atleta                | Nazione   | Tempo   |
| --------- | --------------------- | --------- | ------- |
| 1         | Jarl Magnus Riiber    | Norvegia  | 25:54,2 |
| 2         | Paul Gerstgraser      | Austria   | 26:01,5 |
| 3         | Jakob Lange           | Germania  | 26:01,8 |
| 4         | Bernhard Flaschberger | Austria   |         |
| 5         | Lars Buraas           | Norvegia  |         |
| 6         | Noa Ian Mraz          | Austria   |         |
| 7         | Harald Johnas Riiber  | Norvegia  |         |
| 8         | Antoine Gérard        | Francia   |         |
| 9         | Paul Hanf             | Germania  |         |
| 10        | Tomáš Portyk          | Rep. Ceca |         |

4 febbraio

Trampolino: Gorney Gigant HS106

Fondo: 10 km

##### Individuale 5km
| Posizione | Atleta                | Nazione   | Tempo   |
| --------- | --------------------- | --------- | ------- |
| 1         | Jarl Magnus Riiber    | Norvegia  | 12:21,8 |
| 2         | Jakob Lange           | Germania  | 13:09,2 |
| 3         | Kristjan Ilves        | Estonia   | 13:10,1 |
| 4         | Tomáš Portyk          | Rep. Ceca |         |
| 5         | Paul Gerstgraser      | Austria   |         |
| 6         | Harald Johnas Riiber  | Norvegia  |         |
| 7         | Paul Hanf             | Germania  |         |
| 8         | Lars Buraas           | Norvegia  |         |
| 9         | Marcus Torni          | Finlandia |         |
| 10        | Bernhard Flaschberger | Austria   |         |

6 febbraio

Trampolino: Gorney Gigant HS106

Fondo: 5 km

##### Gara a squadre
| Posizione | Nazione     | Atleti                                                                     | Tempo   |
| --------- | ----------- | -------------------------------------------------------------------------- | ------- |
| 1         | Austria     | Thomas Wolfgang Jöbstl Bernhard Flaschberger Noa Ian Mraz Paul Gerstgraser | 48:41,4 |
| 2         | Germania    | Phillip Mauersberger Terence Weber Paul Hanf Jakob Lange                   | 48:57,4 |
| 3         | Norvegia    | Simen Tiller Harald Johnas Riiber Jarl Magnus Riiber Lars Buraas           | 49:31,1 |
| 4         | Finlandia   | Marcus Torni Leevi Mutru Eero Hirvonen Arttu Mäkiaho                       |         |
| 5         | Francia     | Antoine Gérard Tom Balland Nicolas Didier Laurent Muhlethaler              |         |
| 6         | Giappone    | Yoshihiro Kimura Yuto Nakamura Hisaki Nagamine Ryōta Yamamoto              |         |
| 7         | Stati Uniti | Jasper Good Ben Loomis Ben Berend Koby Vargas                              |         |
| 8         | Rep. Ceca   | Tomáš Portyk Martin Dufek Lukáš Daněk Tomáš Vančura                        |         |
| 9         | Slovenia    | Urh Krajnčan Vid Vrhovnik Leon Šarc Urban Klinc                            |         |
| 10        | Kazakistan  | Ali Ajbek Rasul Gairbekov Zulijar Kasimov Čingiz Rakparov                  |         |

7 febbraio

Trampolino: Gorney Gigant HS106

Fondo: 4x5 km

#### Salto con gli sci

##### Trampolino normale
| Posizione | Atleta                 | Nazione   | Tempo |
| --------- | ---------------------- | --------- | ----- |
| 1         | Johann André Forfang   | Norvegia  | 269,9 |
| 2         | Andreas Wellinger      | Germania  | 269,4 |
| 3         | Phillip Sjøen          | Norvegia  | 266,0 |
| 4         | Yukiya Satō            | Giappone  |       |
| 5         | Simon Greiderer        | Austria   |       |
| 6         | Kilian Peier           | Svizzera  |       |
| 7         | Joacim Ødegård Bjøreng | Norvegia  |       |
| 8         | Viktor Polášek         | Rep. Ceca |       |
| 9         | Elias Tollinger        | Austria   |       |
| 10        | Przemysław Kantyka     | Polonia   |       |

5 febbraio

Trampolino: Gorney Gigant HS106

##### Gara a squadre
| Posizione | Nazione     | Atleti                                                                          | Tempo |
| --------- | ----------- | ------------------------------------------------------------------------------- | ----- |
| 1         | Norvegia    | Joacim Ødegård Bjøreng Halvor Egner Granerud Phillip Sjøen Johann André Forfang | 893,3 |
| 2         | Germania    | Paul Winter Martin Hamann Sebastian Bradatsch Andreas Wellinger                 | 869,6 |
| 3         | Austria     | Elias Tollinger Patrick Streitler Philipp Aschenwald Simon Greiderer            | 837,4 |
| 4         | Polonia     | Krzysztof Leja Adam Ruda Andrzej Stękała Przemysław Kantyka                     |       |
| 5         | Slovenia    | Cene Prevc Domen Prevc Andraž Modic Anže Lanišek                                |       |
| 6         | Giappone    | Yukiya Satō Ryōyū Kobayashi Rikuta Watanabe Masamitsu Itō                       |       |
| 7         | Svizzera    | Andreas Schuler Tobias Birchler Luca Egloff Kilian Peier                        |       |
| 8         | Finlandia   | Andreas Alamommo Antti Aalto Eetu Nousiainen Juho Ojala                         |       |
| 9         | Rep. Ceca   | Vojtěch Štursa Jan Michálek František Holík Viktor Polášek                      |       |
| 10        | Stati Uniti | Kevin Bickner AJ Brown Nick Mattoon William Rhoads                              |       |

7 febbraio

Trampolino: Gorney Gigant HS106

#### Sci di fondo

##### Sprint
| Posizione | Atleta                 | Nazione   |
| --------- | ---------------------- | --------- |
| 1         | Fredrik Riseth         | Norvegia  |
| 2         | Aleksandr Bakanov      | Russia    |
| 3         | Johannes Høsflot Klæbo | Norvegia  |
| 4         | Marius Cebulla         | Germania  |
| 5         | Oskar Svensson         | Svezia    |
| 6         | Lauri Vuorinen         | Finlandia |
| 7         | Valentin Chauvin       | Francia   |
| 8         | Mattis Stenshagen      | Norvegia  |
| 9         | Lauri Lapisto          | Finlandia |
| 10        | Miha Šimenc            | Slovenia  |

3 febbraio

Tecnica classica

##### 10 km
| Posizione | Atleta                | Nazione  | Tempo   |
| --------- | --------------------- | -------- | ------- |
| 1         | Aleksej Červotkin     | Russia   | 23:36,4 |
| 2         | Denis Spicov          | Russia   | 23:52,3 |
| 3         | Aleksandr Bakanov     | Russia   | 24:10,8 |
| 4         | Ivan Jakimuškin       | Russia   |         |
| 5         | Eirik Sverdrup Augdal | Norvegia |         |
| 6         | Axel Ekström          | Svezia   |         |
| 7         | Florin Daniel Pripici | Romania  |         |
| 8         | Jean Tiberghien       | Francia  |         |
| 9         | Filip Danielsson      | Svezia   |         |
| 10        | Jules Lapierre        | Francia  |         |

4 febbraio

Tecnica libera

##### Skiathlon
| Posizione | Atleta                | Nazione  | Tempo   |
| --------- | --------------------- | -------- | ------- |
| 1         | Aleksej Červotkin     | Russia   | 48:53,3 |
| 2         | Ivan Jakimuškin       | Russia   | 48:54,9 |
| 3         | Denis Spicov          | Russia   | 48:55,8 |
| 4         | Eirik Sverdrup Augdal | Norvegia |         |
| 5         | Aleksandr Bakanov     | Russia   |         |
| 6         | Oskar Svensson        | Svezia   |         |
| 7         | Jules Lapierre        | Francia  |         |
| 8         | Irineu Esteve         | Andorra  |         |
| 9         | Naoto Baba            | Giappone |         |
| 10        | Axel Ekström          | Svezia   |         |

6 febbraio

10km tecnica classica - 10km tecnica libera

##### Staffetta 4x5 km
| Posizione | Nazione   | Atleti                                                                        | Tempo   |
| --------- | --------- | ----------------------------------------------------------------------------- | ------- |
| 1         | Russia    | Aleksandr Bakanov Ivan Jakimuškin Denis Spicov Aleksej Červotkin              | 45:11,0 |
| 2         | Francia   | Valentin Chauvin Jules Lapierre Jean Tiberghien Louis Schwartz                | 45:28,3 |
| 3         | Norvegia  | Johannes Høsflot Klæbo Ole Jørgen Bruvoll Audun Erikstad Gaute Kvåle          | 46:12,5 |
| 4         | Finlandia | Lauri Vuorinen Lauri Lapisto Waltteri Vinkanharju Joni Mäki                   |         |
| 5         | Svezia    | Viktor Thorn Axel Ekström Filip Danielsson Olle Jonsson                       |         |
| 6         | Italia    | Giacomo Gabrielli Simone Romani Mark Chanloung Mikael Abram                   |         |
| 7         | Rep. Ceca | Luděk Šeller Jonáš Bešťák Michal Novák Petr Pilz                              |         |
| 8         | Slovenia  | Lampič Janez Benjamin Črv Miha Dolar Miha Šimenc                              |         |
| 9         | Svizzera  | Giacomo Bassetti Cédric Steiner Dajan Danuser Beda Klee                       |         |
| 10        | Canada    | Alexis Dumas Ricardo Izquierdo-Bernier Zachary Cristofanilli Philippe Boucher |         |

8 febbraio

### Donne

#### Salto con gli sci

##### Trampolino normale
| Posizione | Atleta              | Nazione  | Tempo |
| --------- | ------------------- | -------- | ----- |
| 1         | Sof'ja Tichonova    | Russia   | 227,5 |
| 2         | Elisabeth Raudaschl | Austria  | 221,7 |
| 3         | Chiara Hölzl        | Austria  | 217,4 |
| 4         | Urša Bogataj        | Slovenia |       |
| 5         | Anna Odine Strøm    | Norvegia |       |
| 6         | Silje Opseth        | Norvegia |       |
| 7         | Yūka Setō           | Giappone |       |
| 8         | Pauline Heßler      | Germania |       |
| 9         | Marija Jakovleva    | Russia   |       |
| 10        | Gianina Ernst       | Germania |       |

5 febbraio

Trampolino: Gorney Gigant HS106

##### Gara a squadre
| Posizione | Nazione   | Atleti                                                              | Tempo |
| --------- | --------- | ------------------------------------------------------------------- | ----- |
| 1         | Germania  | Henriette Kraus Pauline Heßler Anna Rupprecht Gianina Ernst         | 769,1 |
| 2         | Russia    | Dar'ja Grušina Aleksandra Kustova Marija Jakovleva Sof'ja Tichonova | 723,2 |
| 3         | Giappone  | Nozomi Maruyama Yurina Yamada Shihori Oi Yūka Setō                  | 696,9 |
| 4         | Austria   | Elisabeth Raudaschl Julia Huber Sonja Schoitsch Chiara Hölzl        |       |
| 5         | Slovenia  | Julija Sršen Anja Javoršek Anita Seretinek Urša Bogataj             |       |
| 6         | Rep. Ceca | Jana Mrákotová Karolína Indráčková Zdena Pešatová Barbora Blažková  |       |

7 febbraio

Trampolino: Gorney Gigant HS106

#### Sci di fondo

##### Sprint
| Posizione | Atleta             | Nazione  |
| --------- | ------------------ | -------- |
| 1         | Victoria Carl      | Germania |
| 2         | Julija Belorukova  | Russia   |
| 3         | Natal'ja Neprjaeva | Russia   |
| 4         | Lotta Udnes Weng   | Norvegia |
| 5         | Tiril Udnes Weng   | Norvegia |
| 6         | Jenny Mann         | Germania |
| 7         | Lydia Hiernickel   | Svizzera |
| 8         | Lisa Unterweger    | Austria  |
| 9         | Hedda Bångman      | Svezia   |
| 10        | Sofie Krehl        | Germania |

3 febbraio

Tecnica classica

##### 5 km
| Posizione | Atleta                   | Nazione  | Tempo   |
| --------- | ------------------------ | -------- | ------- |
| 1         | Victoria Carl            | Germania | 13:26,9 |
| 2         | Anastasija Sedova        | Russia   | 13:32,2 |
| 3         | Natal'ja Neprjaeva       | Russia   | 13:32,8 |
| 4         | Sofie Nordsveen Hustad   | Norvegia |         |
| 5         | Julija Belorukova        | Russia   |         |
| 6         | Anamarija Lampič         | Slovenia |         |
| 7         | Lotta Udnes Weng         | Norvegia |         |
| 8         | Ebba Andersson           | Svezia   |         |
| 9         | Aleksandra Aleksešnikova | Russia   |         |
| 10        | Tiril Udnes Weng         | Norvegia |         |

4 febbraio

Tecnica libera

##### Skiathlon
| Posizione | Atleta                 | Nazione     | Tempo   |
| --------- | ---------------------- | ----------- | ------- |
| 1         | Sofie Nordsveen Hustad | Norvegia    | 27:02,8 |
| 2         | Victoria Carl          | Germania    | 27:04,8 |
| 3         | Ebba Andersson         | Svezia      | 27:09,6 |
| 4         | Jana Kirpičenko        | Russia      |         |
| 5         | Anastasija Sedova      | Russia      |         |
| 6         | Katharine Ogden        | Stati Uniti |         |
| 7         | Anamarija Lampič       | Slovenia    |         |
| 8         | Katharina Hennig       | Germania    |         |
| 9         | Lotta Udnes Weng       | Norvegia    |         |
| 10        | Natal'ja Neprjaeva     | Russia      |         |

6 febbraio

5km tecnica classica - 5km tecnica libera

##### Staffetta 4x3,3 km
| Posizione | Nazione     | Atleti                                                                       | Tempo   |
| --------- | ----------- | ---------------------------------------------------------------------------- | ------- |
| 1         | Norvegia    | Tiril Udnes Weng Julie Myhre Sofie Nordsveen Hustad Lotta Udnes Weng         | 35:04,0 |
| 2         | Russia      | Jana Kirpičenko Natal'ja Neprjaeva Anastasija Sedova Julija Belorukova       | 35:04,4 |
| 3         | Germania    | Nadine Herrmann Katharina Hennig Sofie Krehl Victoria Carl                   | 35:39,3 |
| 4         | Svezia      | Hedda Bångman Lisa Vinsa Moa Olsson Ebba Andersson                           |         |
| 5         | Slovenia    | Anamarija Lampič Anja Mandeljc Manca Slabanja Anita Klemenčič                |         |
| 6         | Svizzera    | Alina Meier Lydia Hiernickel Stefanie Arnold Nadine Fähndrich                |         |
| 7         | Italia      | Ilenia Defrancesco Anna Comarella Caterina Ganz Monica Tomasini              |         |
| 8         | Stati Uniti | Julia Kern Vivian Hett Katharine Ogden Hailey Swirbul                        |         |
| 9         | Finlandia   | Nea Katajala Emilia Myllykoski Johanna Matintalo Jasmi Joensuu               |         |
| 10        | Canada      | Katherine Stewart-Jones Annah Hanthorn Anne-Marie Comeau Maya MacIsaac-Jones |         |

8 febbraio